# Luo Yixiu
Luo Yixiu, en chino tradicional, 羅一秀, (Shaoshan, Hunan, 20 de octubre de 1889 - 11 de febrero de 1910), de etnia china Han fue la primera esposa del que más tarde sería el líder político y revolucionario comunista chino Mao Zedong, con quien estuvo casada desde 1908 hasta su muerte en 1910.

## Biografía
Procedía de Hunan en el centro sur de China, su familia eran terratenientes locales empobrecidos. Luo Yixiu era la hija mayor de Luo Helou (罗合楼; 1871-1943), un shenshi (绅士) – un intelectual rural que se ganaba la vida como agricultor – y su esposa (1869-1912), cuyo apellido era Mao y que era una tía abuela lejana de Mao Zedong. Luo Helou y su esposa tuvieron cinco hijos y cinco hijas, pero siete de estos niños murieron, dejándoles solo tres hijas. La falta de hijos adultos de la pareja disminuyó su estatus social, ya que en la sociedad china en ese momento, solo los hijos varones podían continuar el linaje familiar. Aunque el historiador Lee Feigon declaró que la familia Luo era localmente importante,los biógrafos de Mao Alexander V. Pantsov y Steven I. Levine afirmaron que habían caído en la pobreza.
La mayor parte de lo que se sabe sobre su matrimonio proviene de un relato que Mao le dio al reportero estadounidense Edgar Snow en 1936, que incluyó en su libro Red Star Over China. Según Mao, él y Luo Yixiu fueron objeto de un matrimonio arreglado organizado por sus respectivos padres, Mao Yichang y Luo Helou. Luo Yixiu tenía dieciocho años y Mao Zedong solo catorce años en el momento de su compromiso y aunque Mao participó en la ceremonia de la boda, más tarde dijo que no estaba contento con el matrimonio, nunca lo consumó y se negó a vivir con su esposa. Deshonrada socialmente, vivió con los padres de Mao durante dos años hasta que murió de disentería, mientras él se mudaba fuera del pueblo para continuar sus estudios en otro lugar, y finalmente se convirtió en miembro fundador del Partido Comunista de China. Varios biógrafos han sugerido que la experiencia de Mao con este matrimonio afectó sus puntos de vista posteriores, lo que lo llevó a convertirse en un crítico del matrimonio arreglado y en un feminista vocal. Se casó tres veces más con Yang Kaihui, He Zizhen y Jiang Qing, más conocida como Madame Mao.

## El matrimonio

### Preparación
Mao Zedong nació y creció en la granja de su padre en Shaoshanchong, un pequeño pueblo rural llamado así por la cercana montaña Shaoshan. Su padre, Mao Yichang, había decidido lidiar con la actitud rebelde de Mao Zedong de una manera típica de la época, obligándolo a un matrimonio arreglado que lo obligaría a tomar en serio los asuntos familiares. Yichang también deseaba una ayuda para su propia esposa, Wen Qimei, cuya salud se había deteriorado a través de años de duro trabajo agrícola. Seleccionó a Luo Yixiu a fines de 1907 o 1908. Su parentesco con los Mao puede haber ayudado en esta selección, ya que los cuatro hermanos de la madre de Luo Yixiu, de apellido Mao, vivían solo dos li (1 km) de la casa de Mao Yichang en Shaoshanchong. Siguiendo los procedimientos tradicionales, se habría enviado a un casamentero a la casa de la familia Luo, y se habría esperado socialmente que la familia Luo no aceptara la propuesta de matrimonio de inmediato. Luo Helou estaba feliz de ver casada a su hija mayor. Las dos familias intercambiaron regalos y firmaron el contrato de matrimonio, después de lo cual el matrimonio se consideró inviolable. Mao Zedong conoció a Luo Yixiu el día en que se firmó el contrato.Años más tarde, su nieta Kong Dongmei declaró que Mao no estaba contento con la elección de su padre y que, en cambio, estaba enamorado de su primo, Wang Shigu. Sin embargo, un adivino local había descartado el matrimonio con Wang porque sus horóscopos eran incompatibles.Disgustado por el acuerdo, Mao accedió a casarse con Luo.En ese momento tenía catorce años, y luego informó erróneamente a Edgar Snow que Luo tenía veinte años, una afirmación aceptada de forma independiente por los biógrafos de Mao, Ross Terrill y Philip Short, pero luego cuestionada por los biógrafos Jung Chang y Jon. Halliday, y Alexander V. Pantsov y Steven I. Levine, quienes establecieron que tenía dieciocho años. 

### La boda
La boda tuvo lugar en 1908. Según varios biógrafos de Mao, la ceremonia probablemente habría seguido la costumbre rural tradicional de Hunan. Así, probablemente habría comenzado con una fiesta en la casa del novio el día anterior a la ceremonia, a la que se invitaba a amigos y familiares. Al día siguiente, la novia habría sido vestida de rojo, con un velo rojo sobre el rostro, y llevada en un palanquín rojo a la casa de la familia del novio. Allí, le habrían quitado el velo y se habría esperado que expresara su infelicidad e insatisfacción con el novio insultando públicamente. Según la tradición, probablemente habría tenido lugar una exhibición de fuegos artificiales, antes de que tanto la novia como el novio se inclinaran ante cada invitado, ante el altar ancestral del novio, ante los espíritus y entre ellos, concluyendo la ceremonia.
Si se hubieran seguido las prácticas tradicionales, el festejo habría continuado durante dos días, mientras que los invitados habrían dado regalos, principalmente en dinero, a los recién casados.La ceremonia nupcial habría culminado con el ingreso de los invitados a la cámara nupcial, donde habrían realizado diversas referencias e insinuaciones sexuales, encabezados por una figura con el rostro pintado de negro. En la tradición rural china, se esperaba que la novia mostrara las manchas de sangre en las sábanas de su noche de bodas para demostrar que su himen se había roto durante las relaciones sexuales y que, por lo tanto, era virgen.

### Vida de casados

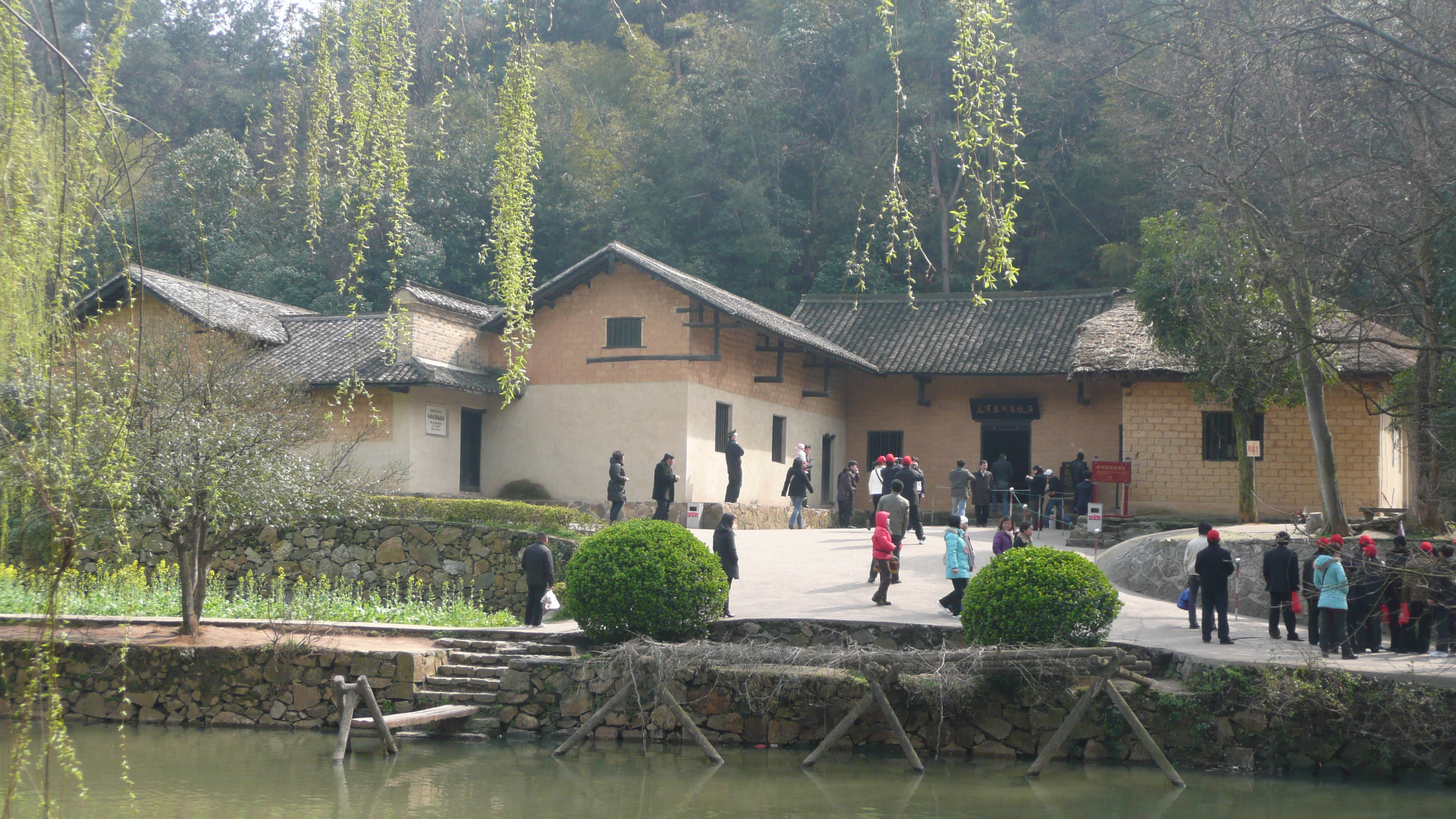
la casa Shaoshanchong de Mao en 2010; fue aquí donde vivió Luo después de la boda.

Según le dijo a Snow, Mao se negó a vivir con su esposa y aseguró que nunca habían consumado su matrimonio. Poco después de la boda, se escapó de casa para vivir con un estudiante desempleado en Shaoshan. Allí pasó gran parte de su tiempo leyendo, particularmente obras históricas como Registros del gran historiador de Sima Qian e Historia de la antigua dinastía Han de Ban Gu, y tratados políticos como Protestas personales del estudio de Feng Guifen de Jiao Bin. 
Ahora considerada parte de la familia Mao, Luo vivía con Mao Yichang y Wen Qimei en su casa, pero fue humillada públicamente por la desaparición de su esposo; algunos lugareños la consideraban la concubina de Yichang. Luo Yixiu murió de disentería el 11 de febrero de 1910, el día después del Año Nuevo chino. Mao Zedong regresó a casa; su padre lo perdonó por su desobediencia y en el otoño de 1910 acordó financiar los estudios de su hijo en la escuela primaria superior de Dongshan, por lo que Mao dejó Shaoshanchong. Cuando en 1936 Mao le dijo a Snow "No la considero mi esposa", no mencionó su muerte.La tumba de Luo Yixiu se encuentra en la montaña frente a la antigua residencia de Mao Zedong en Shaoshanchong, a pocos pasos de la tumba de sus padres.

### Secuelas
En 1925 cuando Mao Zedong regresó a Shaoshan para organizar un movimiento campesino local fue a visitar a los familiares de Luo Yixiu, incluido su padre Luo Helou y su sobrino Luo Shiquan (罗石泉). 
Luo Shiquan se uniría al Partido Comunista en el invierno de ese año y seguiría siendo un activista campesino hasta la revolución de 1949.
Debido a que Luo Yixiu había muerto sin descendencia, cuando el linaje Mao actualizó su libro genealógico en 1941, Mao Anlong (毛岸龙), que era el tercer hijo de Mao Zedong con su segunda esposa, Yang Kaihui, figuraba como descendiente de Luo.
En 1950, Mao envió a su hijo mayor, Mao Anying, a Shaoshan y le indicó que visitara a Luo Shiquan.
Mao también se mantuvo en contacto con dos hombres que se habían casado con las hermanas de Luo Yixiu, y conoció a uno de estos hombres cuando regresó a Shaoshan en 1959 por primera vez desde la década de 1920.

## Influencia en Mao
En Mao: A Reinterpretation, el historiador estadounidense Lee Feigon argumentó que la experiencia de Mao con el matrimonio arreglado lo inspiró a convertirse en "un vehemente defensor de los derechos de la mujer" a fines de la década de 1910, cuando comenzó a escribir artículos para la prensa de izquierda criticando el chino tradicional. sistema familiar y argumentando que el amor, en lugar de las presiones sociales o familiares, debe ser el principal determinante en el matrimonio.Esta idea había sido expresada previamente por la periodista y sinóloga Clare Hollingworth.
En su biografía Mao: The Unknown Story, Jung Chang y Jon Halliday estuvieron de acuerdo, afirmando que fue esta experiencia con Luo lo que convirtió a Mao en un "feroz oponente" del matrimonio concertado.
Mao se casaría con tres mujeres más a lo largo de su vida: Yang Kaihui en diciembre de 1920, He Zizhen en mayo de 1928 y Jiang Qing en noviembre de 1939.